# Hydnophytum
Hydnophytum ist eine Pflanzengattung in der Familie der Rötegewächse (Rubiaceae).

## Beschreibung

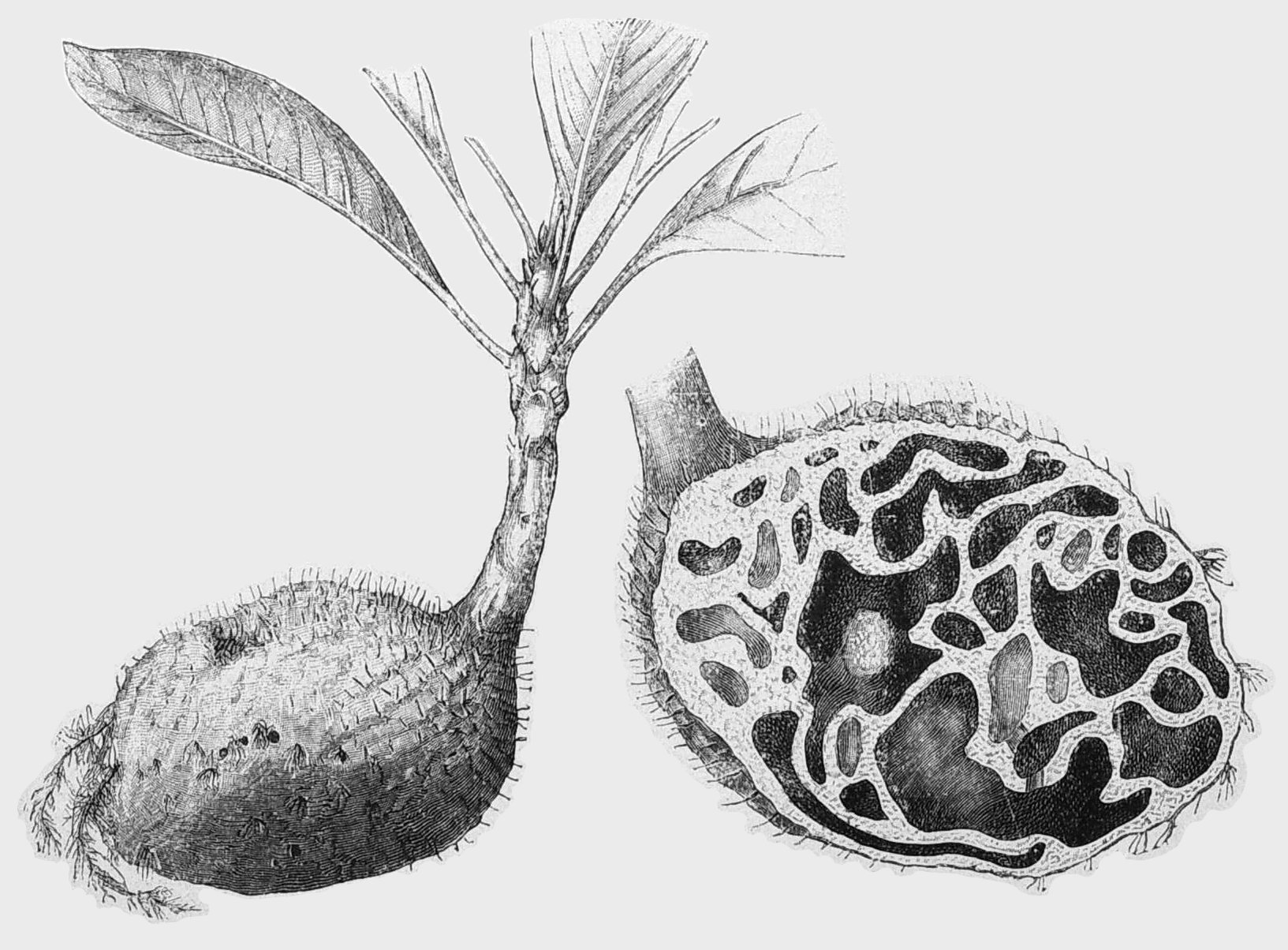
Illustration von Hydnophytum formicarum mit „Domatien“

### Vegetative Merkmale
Hydnophytum-Arten sind epiphytische, ausdauernde krautige Pflanzen bis Halbsträucher, einige Arten verholzen also etwas. Der untere Bereich der Sprossachse verdickt sich knollig, sie sind also caudiform, es handelt sich um eine Hypokotylknolle. In dieser Verdickung bilden sich hohle Kammern, sogenannte „Domatien“ aus. Über der Verdickung stehen ein bis mehrere höchstens schwach verholzte Seitensprossachsen.
Die gegenständigen Laubblätter sind einfach und ledrig. Es sind kleine, interpetiolare Nebenblätter vorhanden, die haltbar sind oder früh abfallen.

### Generative Merkmale
An jedem Blattknoten wird seitenständig nur ein Blütenstand ausgebildet, der bündelig wenige Blüten enthält.
Die ungestielten, vierzähligen Blüten sind meist zwittrig oder selten eingeschlechtig. Die vier haltbaren Kelchblätter sind meist auf dem größten Teil ihrer Länge verwachsen, so dass oft nur kurze Kelchzähne zu sehen sind. Die vier Kronblätter sind becherförmig bis eng trichterförmig verwachsen. Das innere der Kronröhre kann flaumig behaart sein. Die vier Staubblätter entspringen in der Kronröhre und besitzen nur sehr kurze Staubfäden. Die zwei Fruchtblätter sind zu einem unterständigen Fruchtknoten verwachsen. In jedem Fruchtknotenfach befindet sich nur eine aufrechte Samenanlage. Der lange bis kurze Griffel endet in einer zweilappigen Narbe. Sie sind meist heterostyl.
Die bei Reife leuchtend gefärbten Spaltfrüchte sind mehr oder weniger ei- bis kreiselförmig und zerfallen bei Reife in zwei Teilfrüchte.

## Ökologie
Hydnophytum-Arten leben symbiotisch mit Ameisen, es handelt sich also um Ameisenpflanzen („Myrmekophyten“). Die Pflanze bietet Wohn- und Nisträume, so genannte „Domatien“ und teilweise auch Nahrung in Form von extrafloralen Nektarien an. Es liegt auch Myrmekotrophie vor; die epiphytische Lebensweise bedingt oft ein vermindertes Angebot an Nährstoffen und die Hinterlassenschaften der Ameisen führen zu einer besseren Nährstoffversorgung. Folgende Ameisenarten leben mit Hydnophytum-Arten zusammen: Crematogaster deformis Sm., Iridomyrmex cordatus Sm., Iridomyrmex myrmecodiae Emery. und Pheidole javana Mayr.

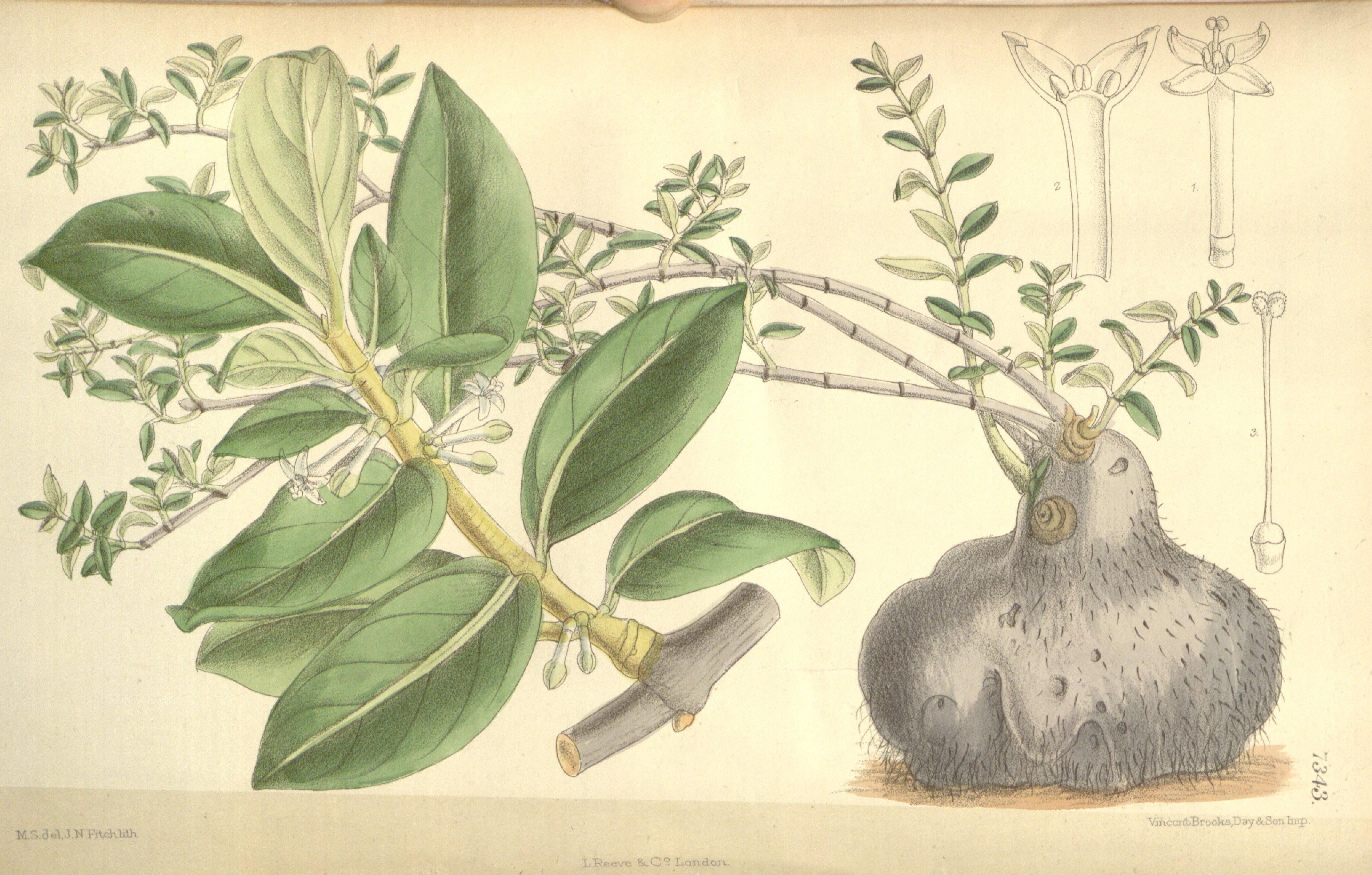
Illustration von Hydnophytum longiflorum

## Systematik und Verbreitung
Die Gattung Hydnophytum wurde 1823 durch William Jack in Transactions of the Linnean Society of London, Volume 14, Seite 124 aufgestellt. Der botanische Gattungsname Hydnophytum leitet sich von den beiden griechischen Wörtern hydnon, oidnon für „essbarer Pilz“, „Trüffel“ und phyton für „Pflanze“ ab. Hydnophytum formicarum Jack ist die Typusart der Gattung. Ein Synonym für Hydnophytum Jack ist Lasiostoma Benth.
Die Gattung Hydnophytum gehört zur Subtribus Hydnophytinae aus der Tribus Psychotrieae in der Unterfamilie Rubioideae innerhalb der Familie der Rubiaceae.
Hydnophytum-Arten kommen auf den Andamanen, in Myanmar, Indochina und in weiten Teilen Malesiens bis zu den südwestlichen Pazifischen Inseln vor. Beispielsweise ist Hydnophytum formicarum Jack weit verbreitet in Malesien oder Hydnophytum ferrugineum P.I.Forst. kommt nur im australischen Bundesstaat Queensland vor. 42 Arten kommen auf Neuguinea und den dazu gehörenden Inseln vor.
Es gibt etwa 50 bis 90 Hydnophytum-Arten:
| - Hydnophytum acuminicalyx Jebb & C.R.Huxley: Sie wurde 2019 aus Papua-Neuguinea erstbeschrieben. - Hydnophytum albertisii Becc. - Hydnophytum alboviride Merr. & L.M.Perry (Syn.: Hydnophytum crassicaule P.Royen) - Hydnophytum angustifolium Merr. - Hydnophytum archboldianum Merr. & L.M.Perry - Hydnophytum bracteatum Valeton - Hydnophytum buxifolium Merr. & L.M.Perry - Hydnophytum caminiferum Wistuba, U.Zimm., Gronem. & Marwinski - Hydnophytum confertifolium Merr. & L.M.Perry - Hydnophytum cordifolium Valeton - Hydnophytum costatum Drake - Hydnophytum dauloense Jebb & C.R.Huxley: Sie wurde 2019 aus Papua-Neuguinea erstbeschrieben. - Hydnophytum davisii Jebb & C.R.Huxley: Sie wurde 2019 aus dem westlichen Neuguinea erstbeschrieben. - Hydnophytum decipiens Merr. & L.M.Perry - Hydnophytum dentrecastense Jebb & C.R.Huxley: Sie wurde 2019 aus Papua-Neuguinea erstbeschrieben. - Hydnophytum dipteropodum (K.Schum. & Lauterb.) Valeton - Hydnophytum ellipticum Merr. & L.M.Perry - Hydnophytum ferrugineum P.I.Forst. - Hydnophytum formicarum Jack (Syn.: Hydnophytum amboinense Becc., Hydnophytum andamanense Becc., Hydnophytum blumei Becc., Hydnophytum borneense Becc., Hydnophytum coriaceum Becc.) - Hydnophytum fusiforme Jebb & C.R.Huxley: Sie wurde 2019 aus Papua-Neuguinea erstbeschrieben. - Hydnophytum grandiflorum Becc. - Hydnophytum grandifolium Valeton - Hydnophytum guppyanum Becc. - Hydnophytum hahlii Rech. - Hydnophytum hailans Jebb & C.R.Huxley: Sie wurde 2019 aus Papua-Neuguinea erstbeschrieben. - Hydnophytum hellwigii Warb. - Hydnophytum heterophyllum Merr. & L.M.Perry - Hydnophytum inerme (Gaudich.) Bremek. - Hydnophytum intermedium Elmer - Hydnophytum kajewskii Merr. & L.M.Perry - Hydnophytum kejense Becc. - Hydnophytum kelelense Valeton - Hydnophytum kochii Valeton - Hydnophytum lanceolatum Miq. - Hydnophytum laurifolium Warb. - Hydnophytum lauterbachii Valeton - Hydnophytum ledermannii Valeton - Hydnophytum leytense Merr. - Hydnophytum linearifolium Valeton (Syn.: Hydnophytum dolichophyllum Valeton) - Hydnophytum longiflorum A.Gray - Hydnophytum longipes Merr. & L.M.Perry - Hydnophytum longistylum Becc. - Hydnophytum loranthifolium (Benth.) Becc. - Hydnophytum lucidulum Valeton - Hydnophytum macrophyllum Warb. - Hydnophytum magnifolium Merr. & L.M.Perry - Hydnophytum membranaceum Merr. - Hydnophytum microphyllum Becc. - Hydnophytum mindanaense Elmer - Hydnophytum mindorense Merr. - Hydnophytum montis-kani Valeton - Hydnophytum moseleyanum Becc. (Syn.: Hydnophytum agatifolium Valeton, Hydnophytum brachycladum Merr., Hydnophytum brassii S.Moore, Hydnophytum camporum S.Moore, Hydnophytum capitatum Valeton, Hydnophytum crassifolium Becc., Hydnophytum cuneatum Valeton, Hydnophytum forbesii Hook. f.) - Hydnophytum myrtifolium Merr. & L.M.Perry - Hydnophytum nigrescens Merr. & L.M.Perry - Hydnophytum nitidum Merr. - Hydnophytum normale Becc. - Hydnophytum oblongum (Benth.) Becc. - Hydnophytum orbiculatum Elmer - Hydnophytum ovatum Miq. - Hydnophytum papuanum Becc. - Hydnophytum parvifolium Valeton - Hydnophytum petiolatum Becc. (Syn.: Hydnophytum contortum Merr. & L.M.Perry) - Hydnophytum philippinense Becc. - Hydnophytum puffii Y.W.Low, Sugau & K.M.Wong - Hydnophytum punamense Lauterb. - Hydnophytum radicans Becc. (Syn.: Hydnophytum albense Valeton, Hydnophytum amplifolium S.Moore) - Hydnophytum ramispinum Merr. & L.M.Perry - Hydnophytum robustum Rech. - Hydnophytum selebicum Becc. - Hydnophytum simplex Becc. - Hydnophytum spathulatum Valeton - Hydnophytum stenophyllum Valeton - Hydnophytum stewartii Fosberg - Hydnophytum subfalcifolium Valeton - Hydnophytum subnormale K.Schum. - Hydnophytum subrotundum Valeton - Hydnophytum subsessile Valeton - Hydnophytum sumatranum Becc. - Hydnophytum tetrapterum Becc. - Hydnophytum tortuosum Becc. - Hydnophytum vaccinifolium P.Royen - Hydnophytum virgatum Valeton - Hydnophytum vitis-idaea Merr. & L.M.Perry - Hydnophytum wilkinsonii Horne ex Baker - Hydnophytum zippelianum Becc. |